# Толен, Дэвид Джеймс
Дэвид Джеймс Толен (род. 25 июля 1955 года) — американский астроном, доктор наук, специалист по исследованию малых тел, первооткрыватель астероидов. Работает в Институте астрономии в Гавайском университете. Стал известен благодаря созданию спектральной классификации астероидов, названной в его честь спектральной классификацией Толена.

## Биография
Родился 25 июля 1955 года. В 1984 году он получил докторскую степень в Университете Аризоны по специализации астрономия планет Солнечной системы.
В 1990 году выиграл премию Гарольда Юри за выдающиеся достижения в области исследований планет.
С 1991 года является младшим редактором журнала Icarus.
В 1994 и 2005 году был награждён NASA Group Achievement за вычисления эфемерид для сближения АМС Галилео с астероидами (951) Гаспра и (243) Ида и АМС Стардаст с кометой 81P/Вильда.

## Профессиональная деятельность
В 1984 году Толен предложил одну из самых употребляемых классификаций астероидов на основании широкополосных измерений спектра (от 0,31 мкм до 1,06 мкм) и альбедо. На основании данных о 978 астероидах было выделено 14 типов астероидов, относящихся к 3 группам.
С 1984 по 1991 год проводил исследования динамической модели движения Плутона и Харона, в рамках которых были проведены первые надёжные измерения диаметра, плотности и параметров орбит Плутона и Харона.
Принимал активное участие в расчётах эфемерид для сближений с различными объектами миссий Галилео, Стардаст, Хаябуса, Новые горизонты, Кассини и создавал программное обеспечение для сбора данных по программе инфракрасных обзоров WISE и 2MASS.
Толен обнаружил более 50 астероидов, в том числе впервые наблюдались астероиды, афелии которых лежат внутри орбиты Земли, так называемой группы Атира. На данный момент им открыты объекты 1998 DK36 (позже был потерян), который может быть первым открытым астероидом, и 2004 XZ130, большая полуось которого является наименьшей среди известных астероидов.
Он также открыл астероид (99942) Апофис. Опасность столкновения этого астероида с Землёй в 2004 году по Туринской шкале была оценена в 4 балла (рекорд Гиннесса). По современным же оценкам, вероятность столкновения в 2029 году крайне низкая (1:250 000).
Толен принимает активное участие в программах по отслеживанию потенциально опасных астероидов.
| (3124) Канзас       |  | (202420) 2005 UO506 |  | (11606) Алмари      |  | (209923) 2005 UX504 |  | (17045) Маркерт     |  | (218017) 2001 XV266 |
| (24978) 1998 HJ151  |  | (229495) 2005 UG508 |  | (27002) 1998 DV9    |  | (231134) 2005 TU45  |  | (49036) Пелион      |  | (231199) 2005 UO505 |
| (72912) 2001 OA84   |  | (231200) 2005 UZ505 |  | (96744) 1999 OW3    |  | (233166) 2005 UF508 |  | (97725) 2000 GB147  |  | (238850) 2005 UL530 |
| (99942) Апофис      |  | (240790) 2005 UH505 |  | (101818) 1999 JD13  |  | (248508) 2005 UY504 |  | (103501) 2000 AT245 |  | (250706) 2005 RR6   |
| (124198) 2001 OH77  |  | (265742) 2005 UG510 |  | (137911) 2000 AB246 |  | (268427) 2005 UJ506 |  | (139478) 2001 OP104 |  | (276891) 2004 RH340 |
| (141498) 2002 EZ16  |  | (277451) 2005 UT504 |  | (160848) 2001 BN82  |  | (280491) 2004 MO7   |  | (164294) 2004 XZ130 |  | (280742) 2005 LY42  |
| (164405) 2005 UK504 |  | (281070) 2006 OY10  |  | (164406) 2005 UV504 |  | (284133) 2005 UP504 |  | (168613) 2000 AA246 |  | (290759) 2005 UR505 |
| (168828) 2000 SY320 |  | (303930) 2005 UZ503 |  | (190208) 2006 AQ    |  | (306798) 2001 OW94  |  | (198968) 2005 UF506 |  | (309203) 2007 GG    |
| (198971) 2005 UU512 |  | (326354) 2000 SJ344 |  |                     |  |                     |  |                     |  |                     |

## Интересные факты
- В 1995 году Толен получил изображения недавно обнаруженной кометы Хейла-Боппа, объединив несколько изображений, сделанных через разные светофильтры. Позже распространилась новость, что на этом изображении обнаружен искусственный объект[19]. В конце концов было продемонстрировано оригинальное изображение, на котором не было никакого дополнительного объекта, и мистификация была разоблачена[20][21].
- Астероид (3255) Толен, обнаруженный Эдвардом Бауэллом в 1980 году, назван в честь Дэвида Толена[22].